# موومنت متحده قومی
جنبش متحدهٔ قومی (اردو: متحده قومی موومنٹ), از احزاب سکولاریست در پاکستان است که در ۱۹۸۴ توسط الطاف حسین بنیانگذاری شد. هم‌اکنون این حزب بین دو جناح مختلف تقسیم شده‌است. جناح لندن به رهبری الطاف حسین از لندن و جناح پاکستان به رهبری فاروق ستار در پاکستان. نماد انتخاباتی آن یک بادبادک است.
جنبش متحد قومی دومین حزب بزرگ در ایالت سند و در مجموع چهارمین حزب بزرگ در مجمع ملی پاکستان پس از مسلم لیگ پاکستان (ن), حزب مردم پاکستان، و تحریک انصاف پاکستان است.